# Волков, Лев Иванович
Лев Ива́нович Во́лков (1930—2007) — российский учёный в области ракетных комплексов, член-корреспондент Российской академии наук (1991), лауреат Государственной премии СССР (1990), генерал-лейтенант (1984).

## Биография
Родился 10 мая 1930 года в Ленинграде.
Служил в Советской Армии с 1948 по 1993 год, призван по окончании Одесского Артиллерийского подготовительного училища.
Окончил Второе Ленинградское артиллерийское училище (1951), Военную артиллерийскую инженерную академию им. Ф. Э. Дзержинского (1958).
Там же: адъюнкт (1958—1961), преподаватель, старший преподаватель (1961—1974), с 1974 по 1982 начальник кафедры (1974—1982). С 1982 по 1993 год начальник НИИ-4.
С 1965 читал новый курс «Опытная отработка ракетных комплексов», на базе которого в дальнейшем была начата подготовка офицеров.
В период руководства кафедрой разработал и читал курс «Управление эксплуатацией ракетных комплексов».
Впервые в РВСН на его кафедре на базе вычислительного пункта, соединенного кабелем с ВЦ, был создан макет автоматизированной системы управления эксплуатацией ракетного вооружения по схеме центр — армия — дивизия — ракетная база.
Предложил групповой метод дистанционных периодических проверок, который существенно сократил объемы восстановительных работ после проверок и уменьшил потери боеготовности.
В начале 1990-х гг. председатель Межведомственной комиссии по испытаниям комплекса активной защиты «Мозырь-М2». Руководитель и участник разработки ракетных комплексов РВСН.
Генерал-лейтенант (1984). С 1993 г. в запасе.
С 1992 — член Президиума Российской инженерной академии, академик-секретарь секции «Инженерные проблемы стабильности и конверсии».
Умер 26 июня 2007 в Москве; похоронен на Троекуровском кладбище.

## Научная деятельность
Доктор технических наук (1969), профессор (1972), член-корреспондент Российской академии наук (1991).
Лев Иванович — автор более 400 научных трудов, в том числе 14 монографий и 25 учебников. Создатель научной школы, насчитывающей более 50 докторов и кандидатов наук.

## Награды
Лев Иванович  Волков — Заслуженный деятель науки и техники РСФСР (1990), лауреат Государственной премии СССР (1990 — за создание новых перспективных образцов ракетной техники).
Был награждён орденами:
- 1986 —  орден Трудового Красного Знамени
- 1977 —  Красной Звезды

и медалями[какими?].